# Hector Dyer
Hector Dyer, född 2 juni 1910 i Los Angeles i Kalifornien, död 19 maj 1990 i Fullerton i Kalifornien, var en amerikansk friidrottare.
Dyer blev olympisk mästare på 4 x 100 meter vid sommarspelen 1932 i Los Angeles.